# Visions of Quixote
Visions of Quixote est un tableau peint, à l'huile sur toile, par Octavio Ocampo en 1989, inspiré du Don Quichotte de Cervantès. Il représente Don Quichotte monté sur un cheval avec Sancho Panza à côté et un moulin à vent à l'arrière plan.